# Цунголи
Цунголи (итал. Zungoli) — коммуна в Италии, располагается в регионе Кампания, в провинции Авеллино.
Население составляет 1486 человек (2008 г.), плотность населения составляет 75 чел./км². Занимает площадь 19 км². Почтовый индекс — 83030. Телефонный код — 0825.
Покровителями коммуны почитаются святая Анна и святой Крискент из Бонито, празднование 26 июля.

## Демография
Динамика населения:

## Администрация коммуны
- Официальный сайт: http://www.comunezungoli.it/